# Goniosoma versicolor
Goniosoma versicolor is een hooiwagen uit de familie Gonyleptidae.